# Piantedo
Piantedo  (Piantee in dialetto valtellinese) è un comune italiano di 1 424 abitanti della provincia di Sondrio in Lombardia.
È il primo paese della Valtellina arrivando da Lecco.

## Geografia fisica

### Territorio
Piantedo è il primo Comune della Bassa Valtellina e accoglie il visitatore all'uscita della Strada Statale 36 di Colico. 
Confina a ovest con il comune di Colico (provincia di Lecco), a nord ovest con il comune di Gera Lario (provincia di Como), a nord con il comune di Dubino, a est con il comune di Delebio e a sud con il comune di Pagnona (provincia di Lecco).
Il Comune non è molto esteso, 647 ettari in tutto, ma è posto in un punto strategico: nell'incrocio tra Valtellina, Valchiavenna e il Lago di Como.

## Storia
La prima segnalazione in uno scritto di Piantedo come comune risale al 1530. L'allora comunità era sotto il controllo delle Tre Leghe le quali nel 1512 avevano invaso e conquistato Valtellina e Valchiavenna. Piantedo era comune di confine e quindi conteso dalle Tre Leghe con il Ducato di Milano. Il vescovo di Como Feliciano Ninguarda, durante una visita pastorale in valle nel 1589, contava a Piantedo 50 fuochi (famiglie) tutte cattoliche.
Nel 1797 con l'arrivo di Napoleone in valle e l'entrata del territorio nel dipartimento dell'Adda e dell'Oglio, Piantedo diventa frazione del comune di Delebio. Nel 1815 la definitiva sconfitta di Napoleone e l'ingresso della Valtellina e Valchiavenna nel Lombardo Veneto dell'Impero Austriaco rinomina Piantedo comune.  
Nel 1861 il primo censimento del Regno d'Italia segnala che Piantedo ha più di 500 abitanti.

### Simboli
Lo stemma e il gonfalone sono stati concessi con decreto del presidente della Repubblica del 4 settembre 1998.
Il gonfalone è un drappo partito di bianco e di azzurro.

## Monumenti e luoghi d'interesse
La chiesa parrocchiale di Piantedo si trova in centro paese ed è dedicata a Santa Maria Nascente. Il primo edificio religioso risale al '400, poi successivamente ampliato nel '700. 
Poco fuori dall'abitato, ai margini di un castagneto, in località Valpozzo, è presente il santuario di Santa Maria delle Grazie e del Suffragio, con un campanile di 30 metri. La chiesa è annoverata nell'elenco dei Santuari e templi votivi della Diocesi di Como.
L'evento miracoloso che porta alla costruzione del santuario racconta di un uomo salvato dai briganti grazie all'apparizione della Beata Vergine Maria e quindi l'impegno a costruire un edificio religioso a rifugio dei viandanti.
Proprio nei pressi del santuario è possibile percorrere il Sentiero del Viandante (fino a pochi anni fa era luogo di partenza o arrivo, adesso il percorso di è ampliato) e il Sentiero Mariano. 

## Società

### Evoluzione demografica
Abitanti censiti

## Economia
Per svariati decenni, sino alla fine degli anni settanta, gli allevatori di Piantedo erano soliti praticare la transumanza, trasportando vacche e capre in Val Gerola ed in Val San Giacomo, dove le famiglie alloggiavano dalla fine di maggio sino al principio della stagione autunnale.